# 高木美里
髙木 美里（たかぎ みさと、1991年3月20日 - ）は、日本のフルート・ピッコロ奏者。東京都出身。

## レコーディング参加歴
CD
- キングレコード「ポプテピピックALL TIME BEST」(2018年3月28日発売)
- OxT「ゴールデンアフタースクール」(2019年4月17日発売)
- 水瀬いのり「ココロソマリ」(2020年2月5日発売)
- 水瀬いのり「スクラップアート」(2023年9月13日発売)

アニメ
- TOKYO MX「ツインエンジェルBREAK」(2017年4月 - 6月)
- TOKYO MX「アホガール」(2017年7月 - 9月)
- TOKYO MX「ポプテピピック」(2018年1月 - 3月)
- TOKYO MX「なんでここに先生が!?」(2019年4月 - 6月)
- テレビ東京「ダイヤのA actII」(2019年4月 -2020年3月 ）
- TOKYO MX「ギャルと恐竜」（2020年4月-）
- ＮＨＫ Ｅテレ「オトッペ」エンディング曲「オトッペおんど」（歌：天童よしみ）（2020年6月～）
- Netflix「極主夫道」(2021年4月−)
- TOKYO MX「イジらないで、長瀞さん」(2021年4月-)
- TOKYO MX「転生賢者の異世界ライフ」(2022年7月〜)
- TOKYO MX「ポプテピピック2」(2022年10月〜)
- テレビ朝日「異世界召喚は二度目です」(2023年4月〜)
- TBS「魔法少女マジカルデストロイヤーズ」(2023年4月〜)
- NHK「みんなDEどーもくん！」『たからもの行進曲』(歌:大原ゆい子)(2023年4月〜)

映画
- 「劇場版オトッペ〜パパ・ドント・クライ〜」(2021年10月15日全国ロードショー)

ゲーム
- SEGAアイドル育成ゲームアプリ「Readyyy!」(2019年2月1日リリース)
- SEGA「オンゲキ」(2019年10月17日通常配信)